# Herdlefjorden
Herdlefjorden es un fiordo en la provincia de Hordaland, Noruega. Se extiende unos 20 km entre las islas de Holsnøy (en el municipio de Meland) y Askøy (en el municipio homónimo). El fiordo se une con el Salhusfjorden y el Byfjorden por el sudeste y desemboca en el Hjeltefjorden por el lado noroeste.  El nombre deriva de la isla de Herdla, ubicada en el extremo norte.
El Herdlefjorden fluye desde el mar hacia la bahía de la ciudad de Bergen y gracias a los numerosos islotes en el lado norte se produce una gran congestión.